# Фаруания
Ал-Фаруания (на арабски: الفروانية) е сред 6-те мухафази (губернаторства) на Кувейт. Има площ 139 кв. км и население 1 206 377 жители (по приблизителна оценка от декември 2018 г.). Разделено е на 8 окръга. Заема частично територия от столицата Кувейт.
Има футболен отбор, трикратен шампион на висшата кувейтска футболна лига.